# Oroszországi forgalmi rendszámok

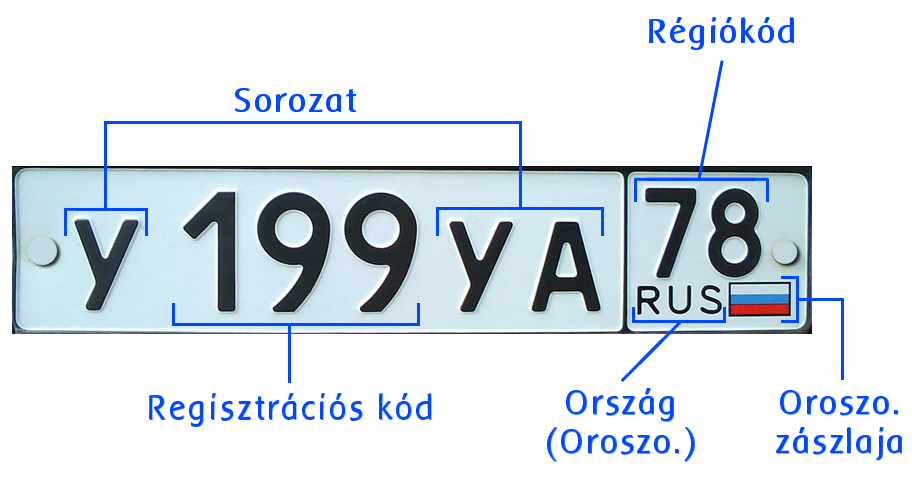
A ma használatos oroszországi rendszámok rendszere

Az oroszországi rendszámok megváltoztak a Szovjetunió összeomlása óta. A rendszámok 1982-ig fekete alapon fehér betűsek voltak. A rendszámon számok és betűk voltak. Az első betűk arra a területre utaltak, ahol a gépjármű be volt jegyezve. Például, egy 75-63 КЛЖ formátumú rendszám azt jelentette, hogy a gépjármű a Kalinyingrádi területről származik. 1982-től fehér alapon fekete betűkkel jelölik az oroszországi rendszámokat. A régi 00-00 AAA formát (0 - szám, A - betű) felváltotta az A 00-00 AA rendszer. Az utolsó két betű a régióra utalt, vagy egy nagyobb városra. A legnagyobb városoknak általában volt egy kétbetűs rövidítésük, pl. Kijev КИ volt. 
A jelenleg használt rendszám-formában egy betűt három szám követ, majd két betű következik (A 000 AA), majd jobb oldalon, külön a többi résztől egy régiókód látható, számmal jelölve, ami a gépjármű bejegyzési régiójára utal. Hogy az orosz rendszámokat külföldön is el tudják olvasni, a cirill ábécének csak azokat a betűit alkalmazzák, melyek megvannak a latin ábécében is. Ezek a А, В, Е, К, М, Н, О, Р, С, Т, У, Х. Legvégül, a régiókód alatt olvasható a RUS felirat, ami Oroszországra utal, valamint látható az orosz zászló.
A rendszámok standard mérete 520 mm x 110 mm.

## Régiókódok

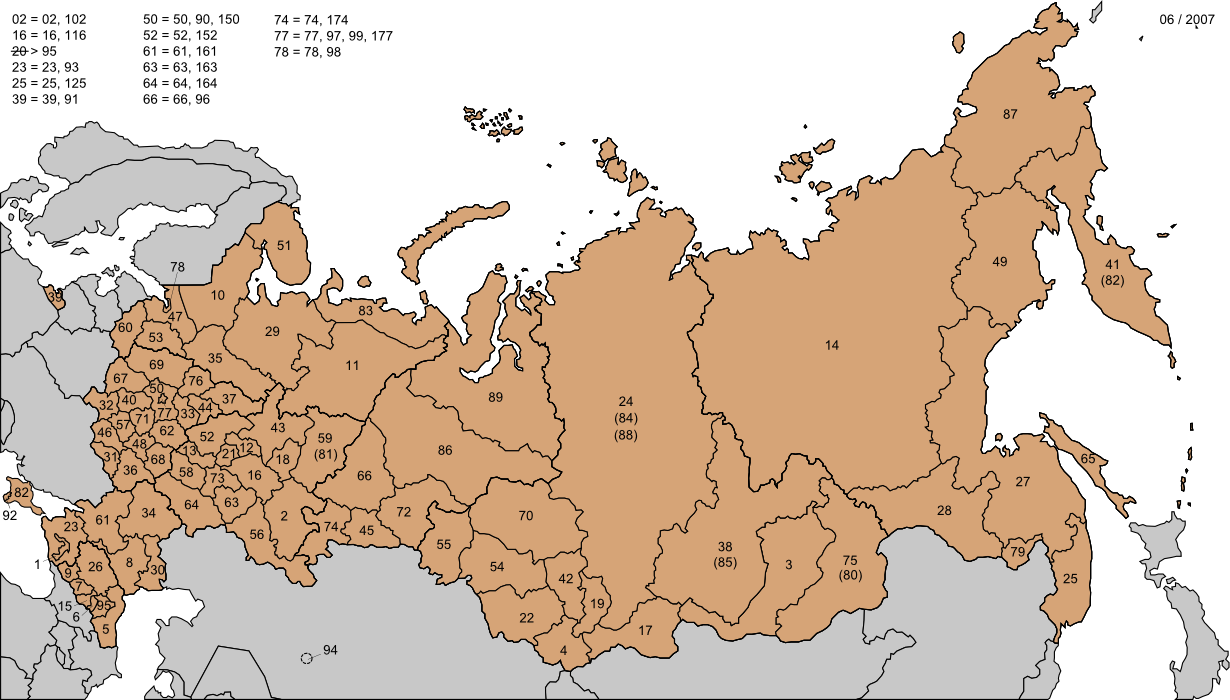
Az orosz rendszámok számai

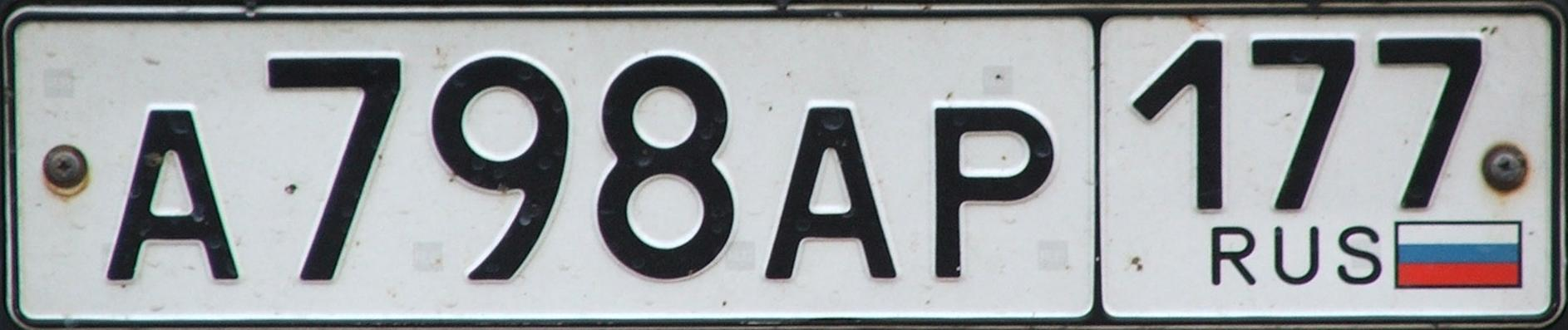
Egy orosz rendszám Moszkvából

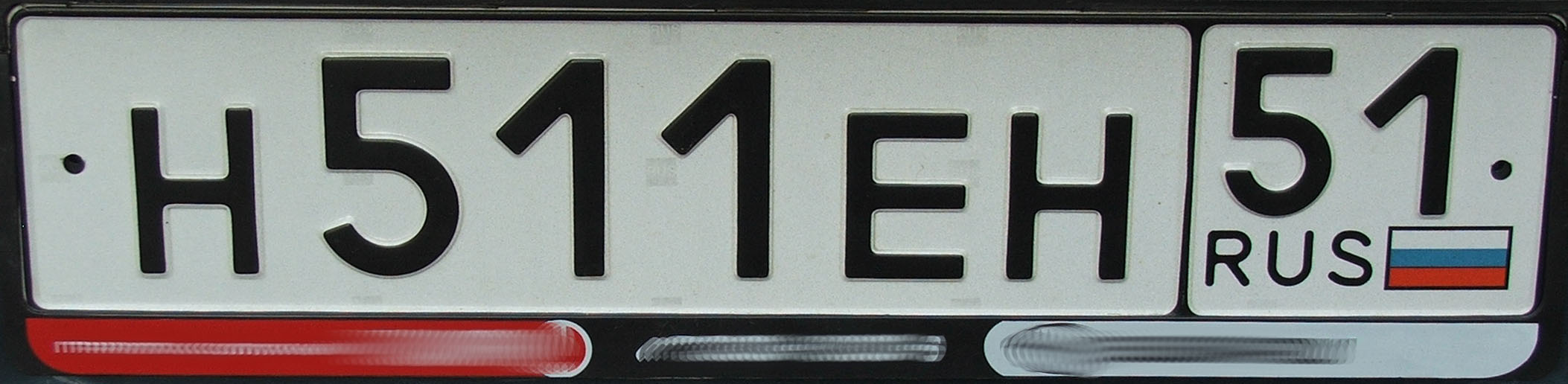
Egy rendszám a Murmanszki területről

| Kód                                 | Az Oroszországi Föderáció régiói                       |
| ----------------------------------- | ------------------------------------------------------ |
| 01                                  | Adigeföld                                              |
| 02, 102                             | Baskíria                                               |
| 03                                  | Burjátföld                                             |
| 04                                  | Altaj köztársaság                                      |
| 05                                  | Dagesztán                                              |
| 06                                  | Ingusföld                                              |
| 07                                  | Kabard- és Balkárföld                                  |
| 08                                  | Kalmükföld                                             |
| 09                                  | Karacsáj- és Cserkeszföld                              |
| 10                                  | Karélia                                                |
| 11                                  | Komiföld                                               |
| 12                                  | Mariföld                                               |
| 13, 113                             | Mordvinföld                                            |
| 14                                  | Jakutföld                                              |
| 15                                  | Észak-Oszétia                                          |
| 16, 116, 716                        | Tatárföld                                              |
| 17                                  | Tuva                                                   |
| 18                                  | Udmurtia                                               |
| 19                                  | Hakaszföld                                             |
| 21, 121                             | Csuvasföld                                             |
| 22                                  | Altaji határterület                                    |
| 23, 93, 123                         | Krasznodari határterület                               |
| 24, 124                             | Krasznojarszki határterület                            |
| 25, 125                             | Tengermelléki határterület                             |
| 26, 126                             | Sztavropoli határterület                               |
| 27                                  | Habarovszki határterület                               |
| 28                                  | Amuri terület                                          |
| 29                                  | Arhangelszki terület                                   |
| 30                                  | Asztraháni terület                                     |
| 31                                  | Belgorodi terület                                      |
| 32                                  | Brjanszki terület                                      |
| 33                                  | Vlagyimiri terület                                     |
| 34, 134                             | Volgográdi terület                                     |
| 35                                  | Vologdai terület                                       |
| 36, 136                             | Voronyezsi terület                                     |
| 37                                  | Ivanovói terület                                       |
| 38, 138                             | Irkutszki terület                                      |
| 39, 91                              | Kalinyingrádi terület                                  |
| 40                                  | Kalugai terület                                        |
| 41                                  | Kamcsatkai terület                                     |
| 42, 142                             | Kemerovói terület                                      |
| 43                                  | Kirovi terület                                         |
| 44                                  | Kosztromai terület                                     |
| 45                                  | Kurgani terület                                        |
| 46                                  | Kurszki terület                                        |
| 47                                  | Leningrádi terület                                     |
| 48                                  | Lipecki terület                                        |
| 49                                  | Magadani terület                                       |
| 50, 90, 150, 190, 750               | Moszkvai terület                                       |
| 51                                  | Murmanszki terület                                     |
| 52, 152                             | Nyizsnyij Novgorod-i terület                           |
| 53                                  | Novgorodi terület                                      |
| 54, 154                             | Novoszibirszki terület                                 |
| 55                                  | Omszki terület                                         |
| 56                                  | Orenburgi terület                                      |
| 57                                  | Orjoli terület                                         |
| 58                                  | Penzai terület                                         |
| 59, 159                             | Permi terület                                          |
| 60                                  | Pszkovi terület                                        |
| 61, 161                             | Rosztovi terület                                       |
| 62                                  | Rjazanyi terület                                       |
| 63, 163, 763                        | Szamarai terület                                       |
| 64, 164                             | Szaratovi terület                                      |
| 65                                  | Szahalini terület                                      |
| 66, 96, 196                         | Szverdlovszki terület                                  |
| 67                                  | Szmolenszki terület                                    |
| 68                                  | Tambovi terület                                        |
| 69                                  | Tveri terület                                          |
| 70                                  | Tomszki terület                                        |
| 71                                  | Tulai terület                                          |
| 72                                  | Tyumenyi terület                                       |
| 73, 173                             | Uljanovszki terület                                    |
| 74, 174                             | Cseljabinszki terület                                  |
| 75                                  | Csitai terület                                         |
| 76                                  | Jaroszlavli terület                                    |
| 77, 99, 97, 177, 199, 197, 777, 799 | Moszkva                                                |
| 78, 98, 178, 198                    | Szentpétervár                                          |
| 79                                  | Zsidó autonóm terület                                  |
| 80                                  | Aginszkojei Burjátföld                                 |
| 81                                  | Komi-Permjákföld                                       |
| 82                                  | Krími Köztársaság, Korjákföld                          |
| 83                                  | Nyenyecföld                                            |
| 84                                  | Tajmir (Dolgan-Nyenyecföld)                            |
| 85                                  | Uszty-ordinszkiji Burjátföld                           |
| 86, 186                             | Hanti- és Manysiföld                                   |
| 87                                  | Csukcsföld                                             |
| 88                                  | Evenkiföld                                             |
| 89                                  | Jamali Nyenyecföld                                     |
| 92                                  | Szevasztopol                                           |
| 94                                  | Bajkonur                                               |
| 95                                  | Csecsenföld (a korábbi kód - 20 - is használatban van) |

## Diplomáciai képviseletek által használt rendszámok

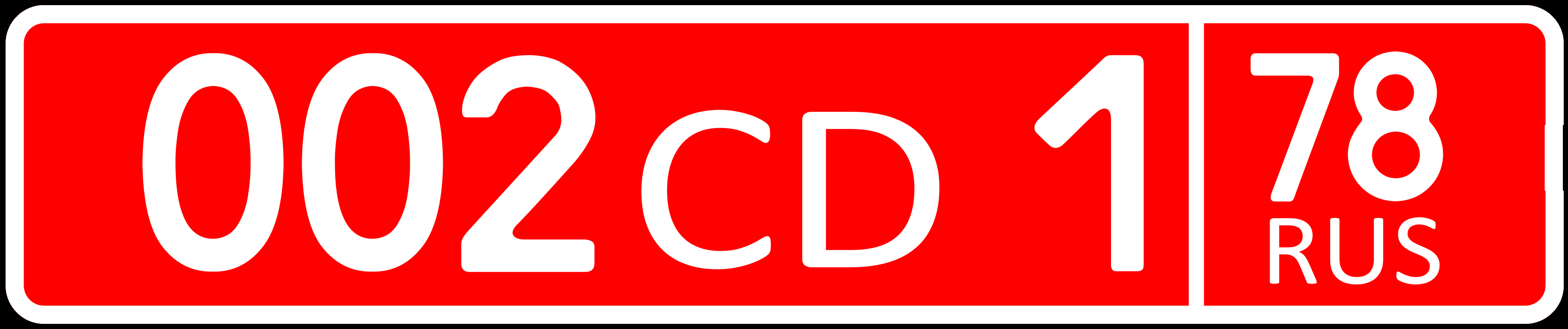
A szentpétervári német főkonzulátus vezetője által használt diplomata rendszám. A kódszám (002) Németországra, a CD jelzés a misszióvezetőre (főkonzul), a 78-as régiókód pedig a szentpétervári székhelyre utal.

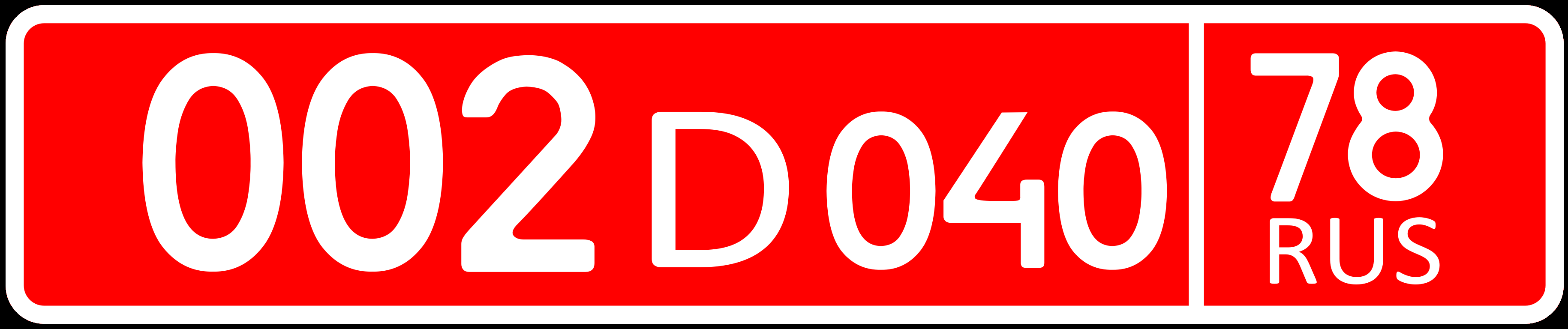
Normál német diplomata rendszám Oroszországban

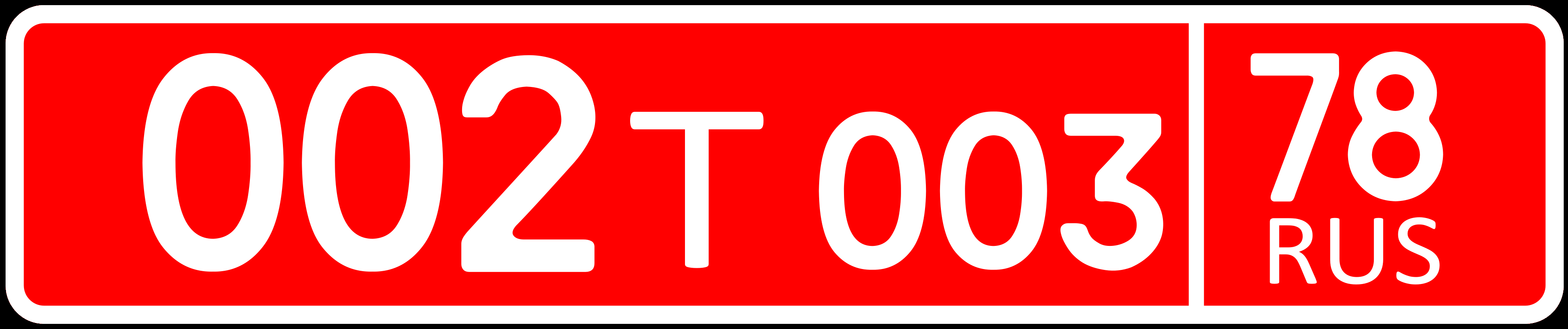
A német kereskedelmi képviselet által használt rendszám

Az orosz diplomata rendszám piros alapon fehér betűket tartalmaz. Elrendezésében követi a normál forgalmi rendszámokat. A fő mezőben szereplő háromjegyű szám a rendszámot használó ország kódja. Ezt követi a rendszámot használó személy státuszát jelző, az országkódnál kisebb méretű betűkód. Ez a misszióvezető (nagykövet, főkonzul) által használt gépkocsik esetében CD, normál diplomata, illetve a képviselet járművei esetében D, a kereskedelmi képviseletek esetében T betű. A betűkód után a rendszám sorozatszáma áll. A misszióvezetői rendszám esetében ez egyjegyű, a diplomaták és a kereskedelmi képviseletek esetében háromjegyű. A normál forgalmi rendszámokhoz hasonlóan az orosz diplomata rendszámok jobb oldali, kisebb méretű mezőjében az Oroszországra utaló RUS felirat, valamint az adott diplomáciai testület székhelyének megfelelő régiókód látható.

### Diplomata rendszámok ország-kódjai[6]
| Kód | Ország                    |  | Kód | Ország         |  | Kód | Ország                |  | Kód | Ország              |
| --- | ------------------------- |  | --- | -------------- |  | --- | --------------------- |  | --- | ------------------- |
| 001 | Egyesült Királyság        |  | 041 | Ciprus         |  | 081 | Portugália            |  | 121 | Katar               |
| 002 | Németország               |  | 042 | Kongó          |  | 082 | Bulgária              |  | 122 | -                   |
| 003 | Kanada                    |  | 043 | Costa Rica     |  | 083 | Magyarország          |  | 123 | -                   |
| 004 | Amerikai Egyesült Államok |  | 044 | Kuvait         |  | 084 | Vietnam               |  | 124 | Dél-Korea           |
| 005 | Japán                     |  | 045 | Laosz          |  | 085 | -                     |  | 125 | Chile               |
| 006 | Spanyolország             |  | 046 | Libéria        |  | 086 | Lengyelország         |  | 126 | Panama              |
| 007 | Franciaország             |  | 047 | Libanon        |  | 087 | Észak-Korea           |  | 127 | Izrael              |
| 008 | Belgium                   |  | 048 | Líbia          |  | 088 | Kuba                  |  | 128 | Makedónia           |
| 009 | Görögország               |  | 049 | Mali           |  | 089 | Mongólia              |  | 129 | Albánia             |
| 010 | Dánia                     |  | 050 | Marokkó        |  | 090 | Kína                  |  | 130 | -                   |
| 011 | Olaszország               |  | 051 | Mexikó         |  | 091 | Románia               |  | 131 | Vatikán             |
| 012 | Luxemburg                 |  | 052 | Nepál          |  | 092 | -                     |  | 132 | Litvánia            |
| 013 | Hollandia                 |  | 053 | Nigéria        |  | 093 | Jugoszlávia           |  | 133 | Szíria              |
| 014 | Norvégia                  |  | 054 | Venezuela      |  | 094 | Benin                 |  | 134 | Észtország          |
| 015 | Törökország               |  | 055 | Új-Zéland      |  | 095 | Gabon                 |  | 135 | Lettország          |
| 016 | Ausztrália                |  | 056 | Pakisztán      |  | 096 | Guyana                |  | 136 | Bahrein             |
| 017 | Ausztria                  |  | 057 | Burkina Faso   |  | 097 | Mauritánia            |  | 137 | Dél-Afrika          |
| 018 | Algéria                   |  | 058 | Szenegál       |  | 098 | Madagaszkár           |  | 138 | Örményország        |
| 019 | Egyiptom                  |  | 059 | -              |  | 099 | Malajzia              |  | 139 | -                   |
| 020 | Ruanda                    |  | 060 | Szomália       |  | 100 | Niger                 |  | 140 | Szaúd-Arábia        |
| 021 | Argentina                 |  | 061 | Szudán         |  | 101 | Szingapúr             |  | 141 | Szlovénia           |
| 022 | Afganisztán               |  | 062 | Sierra Leone   |  | 102 | Togó                  |  | 142 | Üzbegisztán         |
| 023 | Burma                     |  | 063 | Thaiföld       |  | 103 | Közép-Afrika          |  | 143 | Kirgizisztán        |
| 024 | Bolívia                   |  | 064 | Tanzánia       |  | 104 | Jamaica               |  | 144 | Horvátország        |
| 025 | Brazília                  |  | 065 | Tunisz         |  | 105 | Jemen                 |  | 145 | Azerbajdzsán        |
| 026 | Burundi                   |  | 066 | Uganda         |  | 106 | -                     |  | 146 | Ukrajna             |
| 027 | Ghána                     |  | 067 | Uruguay        |  | 107 | Palesztína            |  | 147 | Moldova             |
| 028 | Banglades                 |  | 068 | Fülöp-szigetek |  | 108 | Nicaragua             |  | 148 | Csehország          |
| 029 | Guinea                    |  | 069 | Finnország     |  | 109 | Mozambik              |  | 149 | Szlovákia           |
| 030 | Zambia                    |  | 070 | Sri Lanka      |  | 110 | Egyenlítői-Guinea     |  | 150 | Fehéroroszország    |
| 031 | Peru                      |  | 071 | Csád           |  | 111 | Máltai lovagrend      |  | 151 | Tadzsikisztán       |
| 032 | India                     |  | 072 | Svájc          |  | 112 | Málta                 |  | 152 | Türkmenisztán       |
| 033 | Indonézia                 |  | 073 | Svédország     |  | 113 | Zöld-foki Köztársaság |  | 153 | Kazahsztán          |
| 034 | Jordánia                  |  | 074 | Ecuador        |  | 114 | -                     |  | 154 | Guatemala           |
| 035 | Irak                      |  | 075 | Etiópia        |  | 115 | Zimbabwe              |  | 155 | Bosznia-Hercegovina |
| 036 | Irán                      |  | 076 | Angola         |  | 116 | EAE                   |  | 156 | Eritrea             |
| 037 | Írország                  |  | 077 | Kongó          |  | 117 | Elefántcsontpart      |  | 157 | Paraguay            |
| 038 | Izland                    |  | 078 | Kolumbia       |  | 118 | Namíbia               |  | 158 | Grúzia              |
| 039 | Kambodzsa                 |  | 079 | Kamerun        |  | 119 | -                     |  | 159 | Brunei              |
| 040 | Kenya                     |  | 080 | Bissau-Guinea  |  | 120 | Omán                  |  |     |                     |